# Paraliochthonius setiger
Espèce
Synonymes
- Tyrannochthonius setiger Mahnert, 1997

Paraliochthonius setiger est une espèce de pseudoscorpions de la famille des Chthoniidae.

## Distribution
Cette espèce est endémique de Tenerife aux Îles Canaries en Espagne. Elle se rencontre dans la grotte Cueva del Sobrado à Icod de los Vinos.

## Publication originale
- Mahnert, 1997 : New species and records of pseudoscorpions (Arachnida, Pseudoscorpiones) from the Canary Islands. Revue suisse de Zoologie, vol. 104, no 3, p. 559–585 (texte intégral).